# Lipnica
Lipnica (Liepnitz fino al 1920 e dal 1939 al 1945) è un comune rurale polacco del distretto di Bytów, nel voivodato della Pomerania.
Ricopre una superficie di 309,57 km² e nel 2004 contava 4 818 abitanti.